# Caso y tipo
La distinción entre caso y tipo (en inglés token y type) se adoptó en la ontología para distinguir entre un caso individual y un tipo de casos. Pongamos un ejemplo: a la pregunta de cuántas cifras diferentes se encuentran en la serie 2200999, hay dos posibles respuestas correctas. Si se cuentan los token (casos), en la serie hay siete cifras; si por el contrario contamos los tipos, hay sólo tres.
La distinción entre casos y tipos aparece en diversos ámbitos de la filosofía, pero se utiliza sobre todo en la filosofía de la mente. La pregunta de qué es un estado mental puede entenderse como una pregunta por los casos de estados, pero también como pregunta por los tipos de estados. Mientras que la teoría de la identidad clásica identifica los tipos de sucesos mentales con los tipos de sucesos neuronales, el monismo anómalo de Donald Davidson afirma que sólo existe una identidad de los casos correspondientes.
En la lingüística estructural estos términos sirven para distinguir entre las expresiones lingüísticas concretas (casos) y las unidades abstractas de los metaniveles (tipos) que las representan. Así, la frase „Aunque la mona se vista de seda, mona se queda“ contiene dos casos mona, pero solo un tipo. En el ámbito de la palabra esta pareja de términos sirve para distinguir entre las perspectivas ética y émica, o entre lengua y palabra. En el terreno de los sonidos se habla de fonos frente a fonemas, en la morfología de morfos frente a morfemas, etc. 
Estos términos fueron introducidos por Charles Sanders Peirce, en 1906:

A common mode of estimating the amount of matter in a […] printed book is to count the number of words. There will ordinarily be about twenty ‘thes’ on a page, and, of course, they count as twenty words. In another sense of the word ‘word,’ however, there is but one word ‘the’ in the English language; and it is impossible that this word should lie visibly on a page, or be heard in any voice […]. Such a […] Form, I propose to term a Type. A Single […] Object […] such as this or that word on a single line of a single page of a single copy of a book, I will venture to call a Token. […] In order that a Type may be
used, it has to be embodied in a Token which shall be a sign of the Type, and thereby of the object the Type signifies.
Charles S. PeirceProlegomena to an Apology for Pragmaticism, 1906, V. tb. Token, Type)

## Enlaces
- http://plato.stanford.edu/entries/types-tokens/

- Datos: Q175928